# Моніка Ловінеску
Моніка Ловінеску (рум. Monica Lovinescu, 19 листопада 1923, Бухарест, Румунське королівство — 20 квітня 2008, Париж, Франція) — румунська журналістка, есеїстка, письменниця, кореспондентка радіо «Вільна Європа», яка за часів комуністичного режиму в Румунії була його критиком.

## Біографія
Моніка Ловінеску народилася 19 листопада 1923 року в Бухаресті в сім'ї літературного істоика і критика Євгена Ловінеску. Навчалася у Бухарестському університеті.
В 1947 році виїхала до Франції, отримавши стипендію від французької держави. У перші дні 1948 року, після падіння румунської монархії, вона просила політичного притулку.
Починаючи з 1951 року разом із своїм чоловіком Вірджилом Єрункою розпочала кампанію ознайомлення західноєвропейської громадськості із подіями, що коїлись в комуністичній Румунії. З 1960 року починає працювати в румунській службі Радіо Свобода де була автором радіопередач «Румунська культурна актуальність» та «Тези й антитези у Парижі», які мали великий вплив на культурне життя комуністичної Румунії. У своїх коментарях вони відкрито критикували комуністичний режим у Бухаресті. Понад 30 років Моніка Ловінеску пропрацювала у паризькому бюро Радіо «Вільна Європа». Щотижня вона випускала два репортажі, які мали вплив на боротьбу опозиції проти діючого комуністичного режиму.
М. Ловінеску також переклала французькою кілька румунських літературних творів.
Журналістку кілька разів жорстоко побили в Парижі у 1977 році, після чого вона перебувала в комі з пошкодженнями голови. Пізніше було доведено, що ці побиття виконувались на замовлення тодішнього керівника Румунії Ніколае Чаушеску. У 1983 році до Парижа було направлено агента, що мав, за словами самої М. Ловінеску, вбити її чоловіка, однак його було заарештовано.
Померла у Парижі 20 квітня 2008 року.

## Характеристики
За словами С. Ламбру, «для переважної більшості поколінь румунів, що народились після 1989 року Моніка Ловінеску майже невідома. Для старших поколінь вона була справжнім орієнтиром. Вона була, насамперед, незаперечним голосом Радіо Свобода, яка безпощадно засуджувала комуністичний режим диктатора Ніколає Чаушеску. Для тих, хто багато читає, Моніка Ловінеску була дуже талановитим літературним критиком, яка присвятила своє життя журналізму, демократії та свободі її країни. Авторитет Моніке Ловінеску був таким великим, що в Румунії Ніколає Чаушеску, критикований нею автор ставав відомим, а оцінений автор міг мати неприємностей з Секурітатею».